# Fahne und Wappen des Kantons Uri
Die Fahne und das Wappen des Kantons Uri stellt einen schwarzen Kopf eines Stiers mit ausgestreckter roter Zunge und rotem Nasenring auf gelbem (heraldisch: goldenem) Grund dar. Er wird als Uristier bezeichnet.
Die Standesfarben sind Gelb und Schwarz.

## Blasonierung und Varianten
Der Kanton Uri kennt keine offizielle Blasonierung des Wappens mit Gesetzescharakter. Die von der Schweizerischen Bundeskanzlei zitierte (und damit nach Bundesrecht geschützte) Blasonierung lautet:
«Auf Gold ein schwarzer Stierkopf von vorn, mit roter, ausgeschlagener Zunge und rotem Nasenring.»
Die Darstellung des Stierkopfs im Wappenschild hat über die Jahrhunderte stark variiert.
Die offizielle Darstellung durch die Bundeskanzlei (1948) zeigt einen realistisch und detailliert gezeichneten Stierkopf. Eine vereinfachte Darstellung setzte sich in der 2. Hälfte des 20. Jahrhunderts durch und erscheint auf Urner Kontrollschildern. Eine noch stilisiertere Darstellung, die sich an den historischen Urner Bannern anlehnt, wurde seit 1990 zunehmend verwendet und wurde 2012 für das Logo der Kantonsbehörden übernommen.
Nach einer 2020 gegenüber der Luzerner Zeitung geäusserten Stellungnahme der Urner Standeskanzlei «darf jeder den Stier drucken, den er möchte»; zu sehen sein müsse lediglich ein mit Nasenring bewehrter Stier auf gelbem Grund.

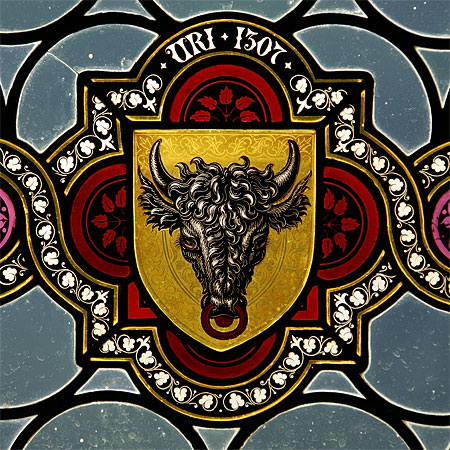
Moderne Darstellung von 1873 im Rütlihaus.
Offizielle Darstellung der Kantonsfahne durch die Bundeskanzlei (1948).[4]
Offizielle Darstellung des Kantonswappens durch die Bundeskanzlei (1948).[4]
Darstellung der Kantonsfahne um 1970.[5]
Darstellung des Kantonswappens um 1970.[5]
Darstellung der Kantonsfahne um 1975.
Darstellung des Kantonswappens um 1975.[6]
Knatterfahnen
Kantonslogo nach dem «Grandson-Banner» (2012).

## Geschichte

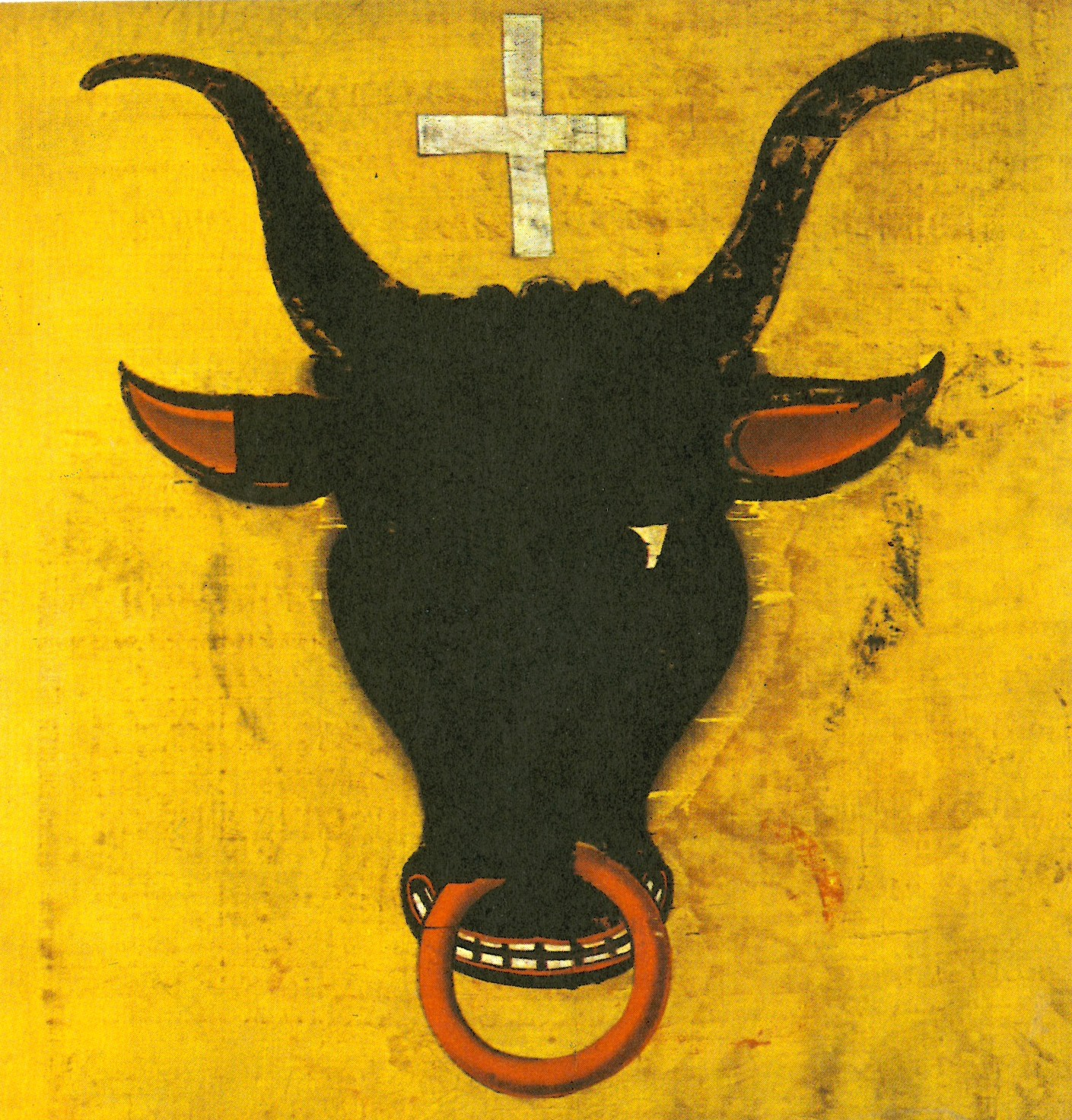
Das Urner «Sempacher Banner» (vor 1386)

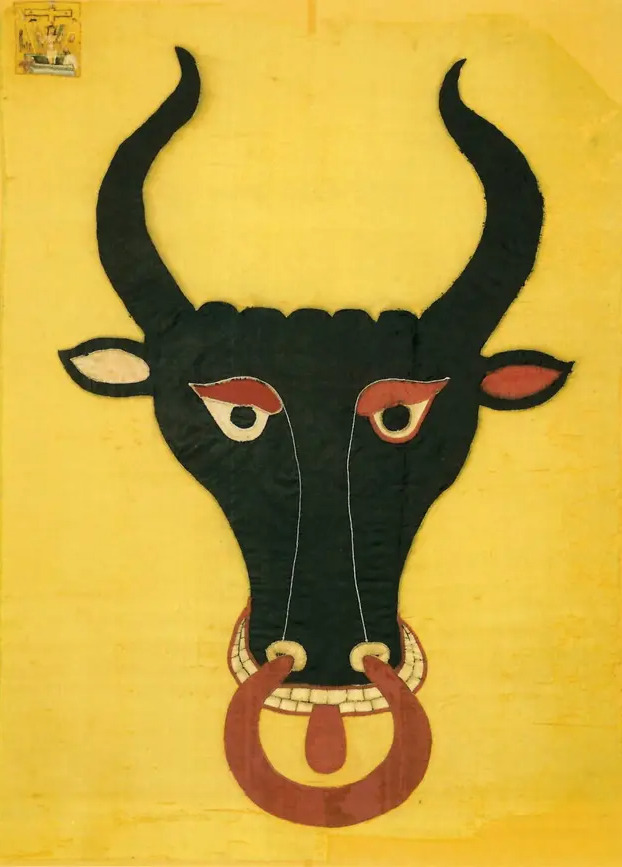
Das Urner «Grandson-Banner», getragen im Alten Zürichkrieg (1443), bei Waldshut (1468) und bei Grandson (1476)

Das älteste Urner Landessiegel, das von etwa 1245 datiert, zeigt einen beringten Stierkopf im Profil. Der Stierkopf ist eine redende Wappenfigur, insofern der Name Ure(n) schon früh als ein Verweis auf den Auerochsen (ahd. ūro) verstanden wurde.
Das Banner dürfte auch bereits zu dieser Zeit bestanden haben. Anlass zu Banner und Siegel war die Reichsfreiheit, die Uri 1231 von Heinrich (VII.) verliehen wurde. Der älteste Beleg für das Urner Banner ist das bis heute erhaltene Banner, das am Morgarten (1315) getragen wurde und damit auf das späte 13. oder das frühe 14. Jahrhundert datiert. Ebenfalls gut erhalten ist ein Urner Fähnlein aus dem späten 14. oder frühen 15. Jahrhundert, laut Tradition das Feldzeichen von Uri an der Schlacht bei Sempach (1386), daneben mehrere Landesbanner aus dem 15. und 16. Jahrhundert. Die ältesten Banner zeigen den Stier ohne herausgestreckte Zunge, seit der 1. Hälfte des 15. Jahrhunderts wird der Stier mit herausgestreckter Zunge gezeichnet.
Im schlecht erhaltenen Sempacher-Banner war die Zunge zwischen den gebleckten Zähnen dargestellt, aber noch nicht herausgestreckt. Im gut erhaltenen Grandson-Banner aus der ersten Hälfte des 15. Jahrhunderts, laut Tradition getragen im Alten Zürichkrieg und bei Grandson, sind Nasenring, herausgestreckte Zunge, Maulrand, Ohrmuscheln und Augenlider rot; im Eckquartier eine Darstellung der Auferstehung Christi mit dem Kreuz und den Marterwerkzeugen im Hintergrund.
Das sehr gut erhaltene Juliusbanner von 1512 zeigt den Stierkopf mit roter herausgestreckter Zunge. Der Stier ist aufgemalt, Stirnlöckchen, Augenbrauen, Nase und Schattierungen sind mit feinen Goldstichen akzentuiert. Der Nasenring ist mit Gold- und Silberfaden gestickt. Im rechten Eckquartier die Kreuzigungsszene mit Maria und Johannes. Unterhalb des Eckquartiers sind zwei gekreuzte päpstliche Schlüssel in Silber und Gold gestickt. Das Juliusbanner wurde von seiner Verleihung 1512 bis 1798 an der Urner Landsgemeinde verwendet. 1798 brachten es die Franzosen zusammen mit den übrigen Bannern nach Bern, 1802 wurde es feierlich nach Altdorf retourniert und in der Kirche aufbewahrt; heutiger Aufbewahrungsort ist das Rathaus.
Ab 1503 erscheint das Urner Wappen auf den zusammen mit Schwyz und Nidwalden in Bellinzona herausgegebenen Münzen. Die Urner Standesscheibe von 1555 zeigt das Juliusbanner mit Eckquartier und den Stier in Banner und Wappen Zunge und Nasenring in Silber, mit Szenen aus der Tell-Legende im Hintergrund. Eine jüngere Standesscheibe (1640) orientiert sich am Grandson-Banner und zeigt Zunge und Nasenring in Rot.
Der Nasenring des Stiers war oft Gegenstand des Spotts; mehrfach klagten im 16. und 17. Jahrhundert die Urner gerichtlich gegen Schmähung ihres Wappens durch Zürcher, die behaupteten, der Nasenring sei den Urnern angelegt worden anlässlich einer Niederlage gegen den Grauen Bund und des Verlusts des Banners (diese Behauptung war unhistorisch, da der Nasenring schon im Siegel von 1243 vorhanden war). Das Fahnenreglement der Schweizer Armee von 2007 meint zu dieser Frage, der Nasenring könne auch  «als Sinnbild der Urbarmachung der Wildnis durch die ersten Bewohner verstanden werden».
Die Darstellung des Uristiers im Wappenbuch der Bundeskanzlei von 1948 zeigt einen realistischen Stierkopf mit Andeutung der Stirnlocken und der Behaarung der Ohren. Diese Variante wurde auch im Wappen auf der Lokomotive «Ae 6/6 11402 Uri» (1953) verwendet. In der zweiten Hälfte des 20. Jahrhunderts setzte sich eine vereinfachte Darstellung durch, die die Stirnlocken und den Verlauf der Nase mit einer weissen Linie andeutet. Der schlankere Stierkopf auf dem Grandson-Banner wurde als Grundlage für das neue Kantonslogo von 2012 gewählt und erscheint nun auf kantonalen Publikationen sowie auch auf Polizeiuniformen; die schlankere Darstellung findet seither auch zunehmend in Kantonsfahnen Verwendung, die Wappendarstellung auf Kontrollschildern bleibt bei der modernen Version aus dem 20. Jahrhundert.

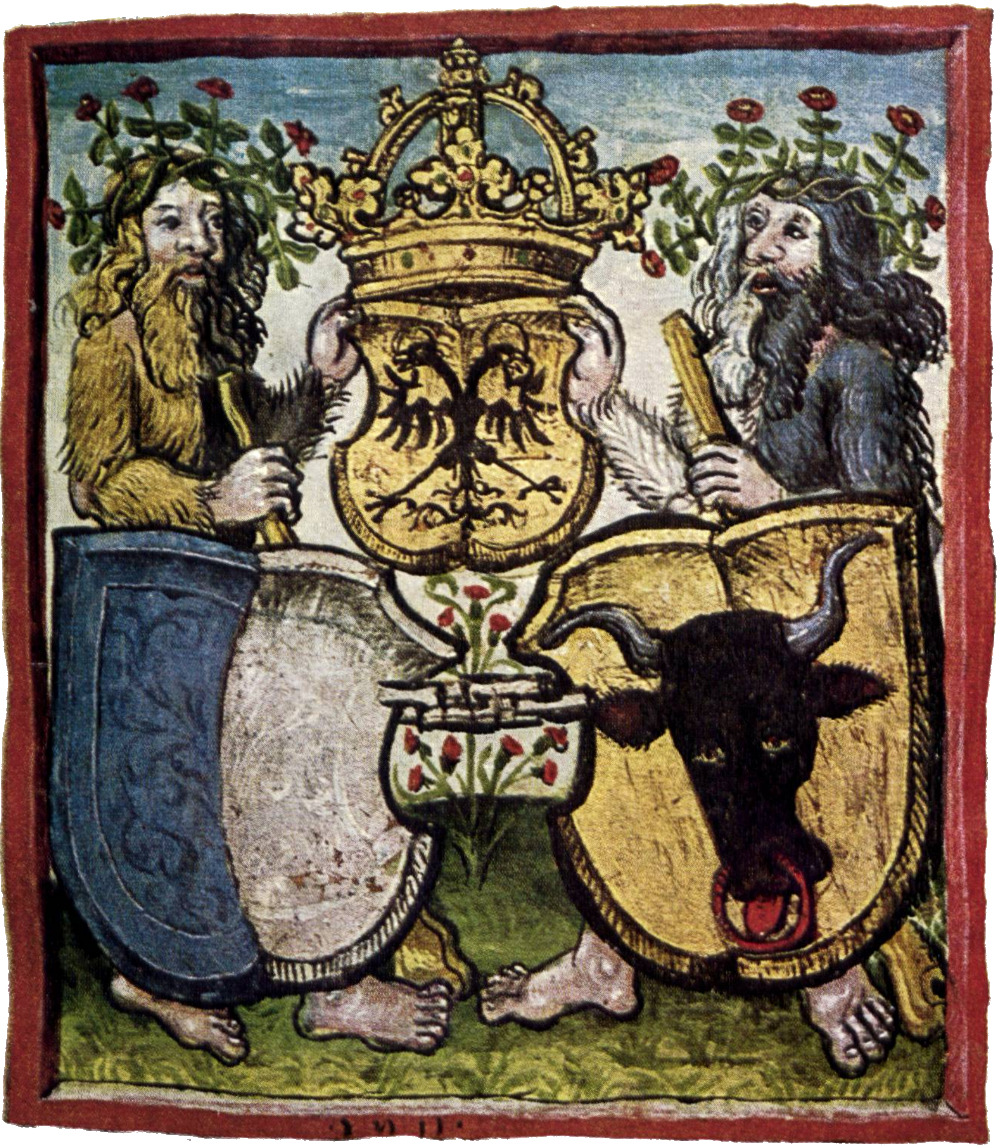
Darstellung im Arbedo-Denkmal (1511), Zeichnung von Diebold Schilling (1513).
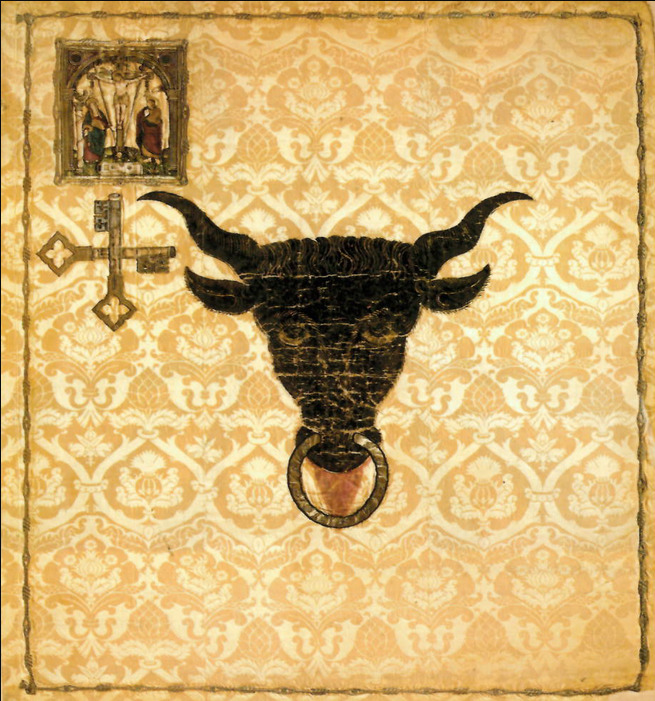
Das Urner Juliusbanner (1512)
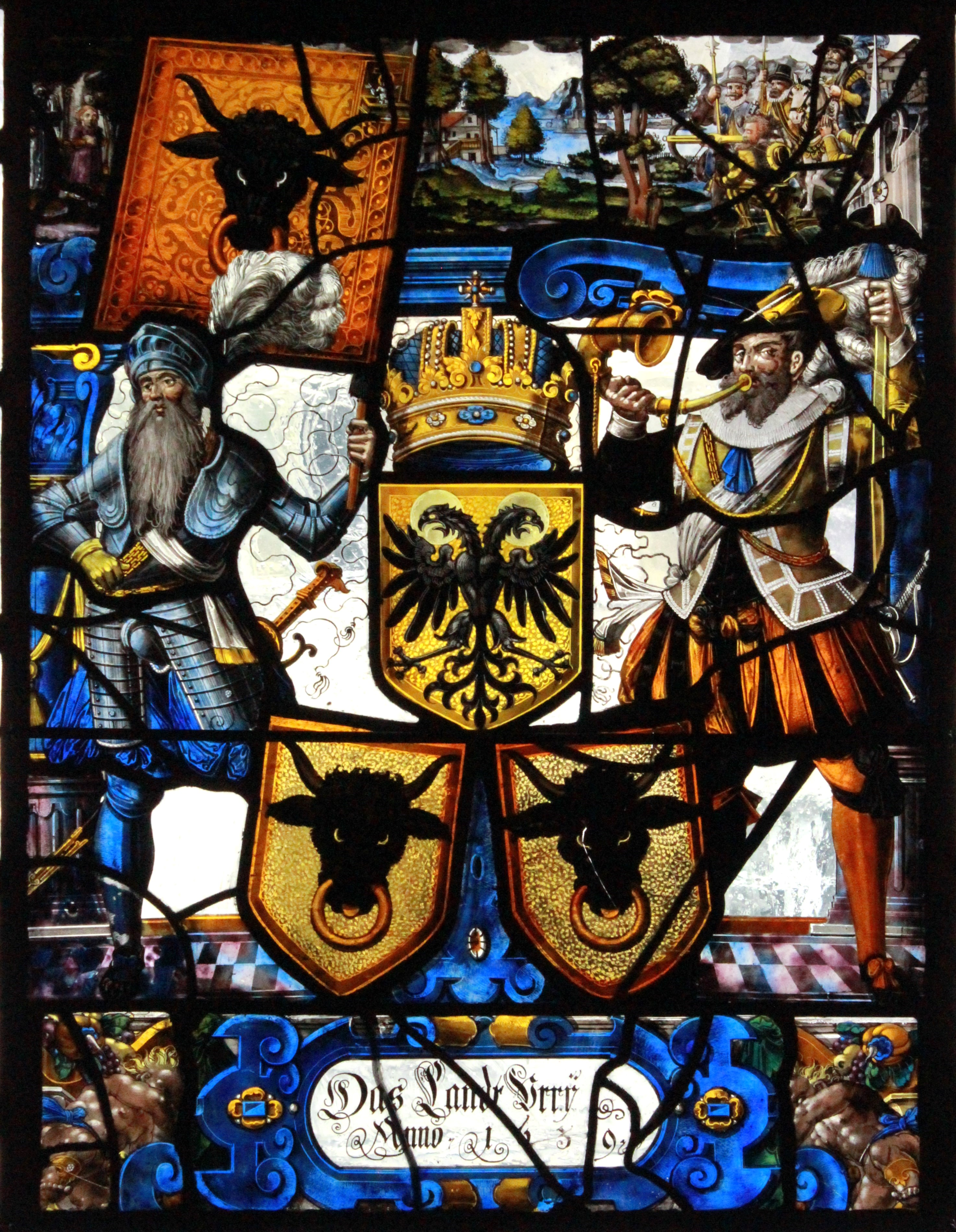
Standesscheibe im Rathaus Sempach (1639)

## Uristier
Als Uristier (Uri-Stier, Stier von Uri) wurde auch das Harsthorn des Landes Uri bezeichnet sowie der Träger bzw. Bläser dieses Harsthorns. Erstmals dargestellt ist ein in Urner Standesfarben gekleideter Hornbläser in der Berner Chronik von 1483. Unmissverständlich erscheint der Uristier in der Darstellung der Schlacht bei Grandson in der Luzerner Chronik von 1513, er trägt schwarz-gelbe Gewandung und auf seiner Gugelkappe zwei aufgesetzte Hörner und grosse Stierohren. Er bläst in ein doppelt gewundenes Ochsenhorn, gemalt in rot mit gelbem Mundstück, mit quergewulstetem Mittelbeschlag und breitem Schallbecherrand. Zum letzten Mal wurde der Uristier bei Villmergen (1712) auf dem Schlachtfeld geblasen. Zwei Urner Hörner wurden an dieser Schlacht von den siegreichen Bernern erbeutet; ihr weiterer Verbleib ist unbekannt. Es handelte sich dabei um grosse Prunkhörner mit Silberbeschlag, welche die bei Marignano (1515) verlorenen Hörner ersetzt hatten.
Schon im 15. Jahrhundert wurde der Uristier zum Symbol der Wehrhaftigkeit der Urner und stellvertretend der Eidgenossenschaft insgesamt. Das Halbsuterlied (um 1470) stellt den Konflikt zwischen Eidgenossenschaft und Habsburg als Kampf zwischen Stier und Löwe dar. Erwähnt sind die „Urner mit ihrem schwarzen Stier“:
Darzu die vesten von Uri, mit irem schwartzen stier / viel vester dann ein mure bestrittends das grimme thier [d. h. den Löwen] / he, in irem grimmen zorn / schlugend sie durch die helme die herren hochgeborn.
In romantischen Erzählungen um die Burgunderkriege wird dieses Motiv auch oft und dankbar aufgegriffen, etwa bei Balthasar Reber (1855):
Der Mann mit seinem Horne, schrecklich in Sonnenzier, / Das ist mit dem Ur-Ochsenhorne der Uristier! / Das Urhorn vollzublasen bedarfs aus Uris Flur / Des allerstärksten Hirten mit breiter Brust von Stiernatur.

## Urner Gemeindewappen und Gemeindefahne

### Gemeindewappen

Altdorf (1684)
Andermatt (1968)
Attinghausen (1163)
Bürglen (1901)
Erstfeld (1258)
Flüelen (1860)
Göschenen (1925)
Gurtnellen (1906)
Hospental (13./14. Jahrhundert)
Isenthal (1901)
Realp (1363)
Schattdorf (19. Jahrhundert)
Seedorf (19. Jahrhundert)
Seelisberg (19. Jahrhundert)
Silenen (1331)
Sisikon (1925)
Spiringen (1275)
Unterschächen (1925)
Wassen (19. Jahrhundert)

### Gemeindefahne

Altdorf (1684)
Andermatt (1968)
Attinghausen (1163)
Bürglen (1901)
Erstfeld (1258)
Flüelen (1860)
Göschenen (1925)
Gurtnellen (1906)
Hospental (13./14. Jahrhundert)
Isenthal (1901)
Realp (1363)
Schattdorf (19. Jahrhundert)
Seedorf (19. Jahrhundert)
Seelisberg (19. Jahrhundert)
Silenen (1331)
Sisikon (1925)
Spiringen (1275)
Unterschächen (1925)
Wassen (19. Jahrhundert)

### Ehemaliges Gemeindewappen

Bauen (1837; bis 2020)

### Ehemalige Gemeindefahne

Bauen (1837; bis 2020)